# Game Center (Apple)
Game Center (рус. «игровой центр») — приложение, выпущенное Apple 8 сентября 2010 года вместе с iOS 4 и другими продуктами, которое позволяет пользователям играть и бросать вызов друзьям при игре в сетевые многопользовательские игры из App Store. Game Center был изначально установлен на устройства от Apple с системами Mac и iOS. С выходом iOS 10 Apple закрыла приложение Game Center, но всё ещё можно заходить в игры поддерживающие их и зарабатывать достижения. Начиная с iOS 26, MacOS Tahoe, iPadOS 26 приложение полностью закрыто, а весь его функционал встроен в Apple Games.
Game Center может быть реализован разработчиками как в iOS 4.1 — 10, так и в Mac OS X 10.8 Mountain Lion или новее через систему GameKit. Игровой центр доступен на iPod Touch второго поколения и позже (требуется система с iOS 4.1 до iOS 10); iPhone 3GS и более поздние версии (требуется iOS 4.1 или выше); все модели iPad (требуется с iOS 4.2 до IOS 10); Mac с операционной системой OS X 10.8 Mountain Lion или более поздней версией, Apple TV 4, работающей на tvOS и Apple Watch работающие watchOS 3.

## История
Гейминг стал важной частью платформы iOS, когда Apple запустила App Store 10 июля 2008 года. В отличие от консольных систем, которые в настоящее время[когда?]

 были на рынке, у Apple не было единой многопользовательской и социальной системы для своей платформы. Этот пробел вскоре был заполнен третьими сторонами, такими как OpenFeint, Plus+, AGON Online и Scoreloop. Эти третьи стороны имели контроль над игровой средой онлайн и несколькими вовлечёнными сторонами. Это сохраняло разнообразие игрового опыта.
Game Center был анонсирован во время предварительного просмотра iOS 4, организованного Apple 8 апреля 2010 года. Предварительный просмотр был выпущен зарегистрированным разработчикам Apple в августе. Он был выпущен 8 сентября 2010 года с iOS 4.1 на iPhone 4, iPhone 3GS и iPod Touch второго поколения и включён в iOS 4.2 на iPad.
Обновлённая версия Game Center была выпущена с iOS 5, в которой были добавлены пошаговые игры, фотографии игроков, предложения друзей и очки достижений. Обновление iOS 6 добавило «вызовы» — способ для игроков бросить вызов другим игрокам, чтобы бить оценки лидеров или зарабатывать достижения.
В 2016 году приложение было удалено из iOS 10 и macOS Sierra. Впрочем, служба по-прежнему существует. Из Game Center игроки могут общаться с друзьями, отправлять запросы друзьям, начинать играть в игры и организовывать многопользовательские игры. Количество друзей, которые могут быть подключены к одной учётной записи Game Center, ограничено 500. В некоторых играх могут быть достижения, где для выполнения определённой задачи игрок получает вознаграждение в виде очков. В зависимости от игры может присутствовать таблица лидеров, в которой игрок может сравнить свой счёт с друзьями или миром. Многие игры iOS используют Game Center, но не все из них используют каждую функцию.
10 июня 2025 года Apple представила сервис Apple Games, который имеет функции Game Center и объединяет игры из App Store и Apple Arcade.